# Сан-Жозе-ду-Кампестри
Сан-Жозе-ду-Кампестри (порт. São José do Campestre)  —  муниципалитет в Бразилии, входит в штат Риу-Гранди-ду-Норти. Составная часть мезорегиона Сельскохозяйственный район штата Риу-Гранди-ду-Норти. Входит в экономико-статистический  микрорегион Борборема-Потигуар. Население составляет 12 097 человек на 2006 год. Занимает площадь 341,103 км². Плотность населения — 35,5 чел./км².
Праздник города — 23 декабря.

## Статистика
- Валовой внутренний продукт на 2003 год составляет 23 734 558,00 реалов (данные: Бразильский институт географии и статистики).
- Валовой внутренний продукт на душу населения на 2003 год составляет 1970,65 реалов (данные: Бразильский институт географии и статистики).
- Индекс развития человеческого потенциала на 2000 год составляет 0,631 (данные: Программа развития ООН).

## География
Климат местности: полупустыня.